# Elşad Qadaşev
Elşad Eldar oğlu Qadaşev (in russo Эльшад Эльдарович Гадашев?; Baku, 1º maggio 1968) è un ex cestista russo, di origine azera, fino al 1991 sovietico.

## Carriera
Con l'Unione Sovietica ha disputato i Campionati europei del 1989.
Con la Squadra Unificata ha disputato i Giochi olimpici di Barcellona 1992.